# إيرل كوبر
إيرل كوبر (بالإنجليزية: Earl Cooper)‏ هو سائق سيارة سباق أمريكي، ولد في 2 ديسمبر 1886 في بروكن باو في الولايات المتحدة، وتوفي في 22 أكتوبر 1965 في أتووتر في الولايات المتحدة.

## وصلات خارجية
- إيرل كوبر على موقع DriverDB.com (الإنجليزية)